# 鹿野庄

臺東廳管內圖(1938年)

鹿野庄為臺灣日治時期1937年至1945年間存在之行政區，轄屬台東廳關山郡。今台東縣鹿野鄉和延平鄉鸞山村。

## 行政區劃
鹿野地區在清治時期至日治初期隸屬南鄉，臺東廳在1897年6月成立後，南鄉隸屬「卑南辨務署」。1898年7月31日，臺東廳公告劃設為25區，鹿藔社、義安庄、擺仔擺社、巴那叭社、大埔尾社被劃為「第4區」。1900年5月3日，新鄉改隸「卑南出張所」。1901年11月11日，卑南出張所改為「臺東廳直轄」。1905年7月17日，臺東廳改劃設為以地名稱呼的20區，鹿藔社、義安社、擺仔擺社、大埔尾社、老吧老吧社、新良庄被劃為「鹿藔區」。1909年12月3日，鹿藔區下新設「バロハイチカソワン社 」（新七腳川社）。1911年8月21日，公告鹿藔區設立移民村──鹿藔村（包含擺仔擺社、老吧老吧社）、大原村（包含義安社、大埔尾社、新良庄）。1914年5月23日，臺東廳施行街庄整併，擺仔擺社併入老吧老吧社，新良庄併入大埔尾社。1915年11月13日，里壠區、新開園區、鹿藔區三區獨立合併為「里壠支廳」。1919年1月15日，鹿藔區更名為「鹿野區」，並在大原村北側增設「月野村」，以及裁撤鹿藔社、バロハイチカソワン社、大埔尾社、老吧老吧社。鹿野地區在此時的街庄如下：
- 鹿野區
  - 南鄉：鹿野村、大原村、月野村

- 里壠區
  - 南鄉：雷公火社

1920年10月1日，原堡里鄉澚之行政區廢除，街庄社改為大字，臺東廳直轄及里壠支廳合併為「臺東支廳」。1923年5月2日，復設「里壠支廳」。鹿野地區在此時的大字如下：
- 鹿野區：鹿野村、大原村、月野村[10]

- 里壠區：雷公火

1937年10月1日，臺東廳實施街庄制，改支廳為郡、改區為街庄；里壟支廳改為「關山郡」，鹿野區改為關山郡「鹿野庄」，月野劃入關山庄，原里壠區的雷公火則劃入鹿野庄；鹿野庄轄域內分為鹿野（Shikano）、大原（Ōhara）、雷公火（Raikōka）等3個大字；鹿野大字下有「鹿野」、「鹿寮」、「擺子擺」、「老吧老吧」小字名，雷公火大字下有「上野」、「中野」、「下野」小字名，大原大字下有「大埔尾」、「新良」、「バロハイチカソワン」小字名。
二戰後，鹿野庄改為臺東縣關山區「鹿野鄉」，而雷公火南側劃為延平鄉鸞山村。
| 1905年 | 1905年                       | 1920年 | 1920年 | 1937年 | 1937年 | 現在           |
| 區     | 街庄社                       | 街庄區 | 大字   | 街庄   | 大字   | 鄉鎮           |
| ------ | ---------------------------- | ------ | ------ | ------ | ------ | -------------- |
| 鹿藔區 | 義安社、大埔尾社、新良庄     | 鹿野區 | 月野村 | 關山庄 | 月野   | 關山鎮         |
| 鹿藔區 | 義安社、大埔尾社、新良庄     | 鹿野區 | 大原村 | 鹿野庄 | 大原   | 鹿野鄉         |
| 鹿藔區 | 鹿藔社、老吧老吧社、擺仔擺社 | 鹿野區 | 鹿野村 | 鹿野庄 | 鹿野   | 鹿野鄉         |
| 里壠區 | 雷公火社                     | 里壠區 | 雷公火 | 鹿野庄 | 雷公火 | 鹿野鄉         |
| 里壠區 | 雷公火社                     | 里壠區 | 雷公火 | 鹿野庄 | 雷公火 | 鹿野鄉、延平鄉 |

## 區、庄長
- 第四區長
  - 徐阿福：1898~1900年
  - 鄭清貴：1901~1905年
- 鹿藔區長
  - 張之遠：1910~1919年（卑南區長兼任）
- 鹿野區長
  - 張之遠：1919~1920年
  - 卓石龍：1921年（里壠區長兼任）
  - 齋藤與五郎：1922~1933年（原任臺東支廳警部補）
  - 安田勝之助：1934年（曾任鹿野尋常高等小學校長）
  - 森正計：1935~1937年（原任里壠支廳警部補）
- 鹿野庄長
  - 森正計：1937~1945年[12]

## 設施
- 鹿野庄役場原鹿野區役場
- 鹿野驛（今鹿野車站）
- 大原驛（今瑞源車站）
- 大埔驛（今瑞和車站）

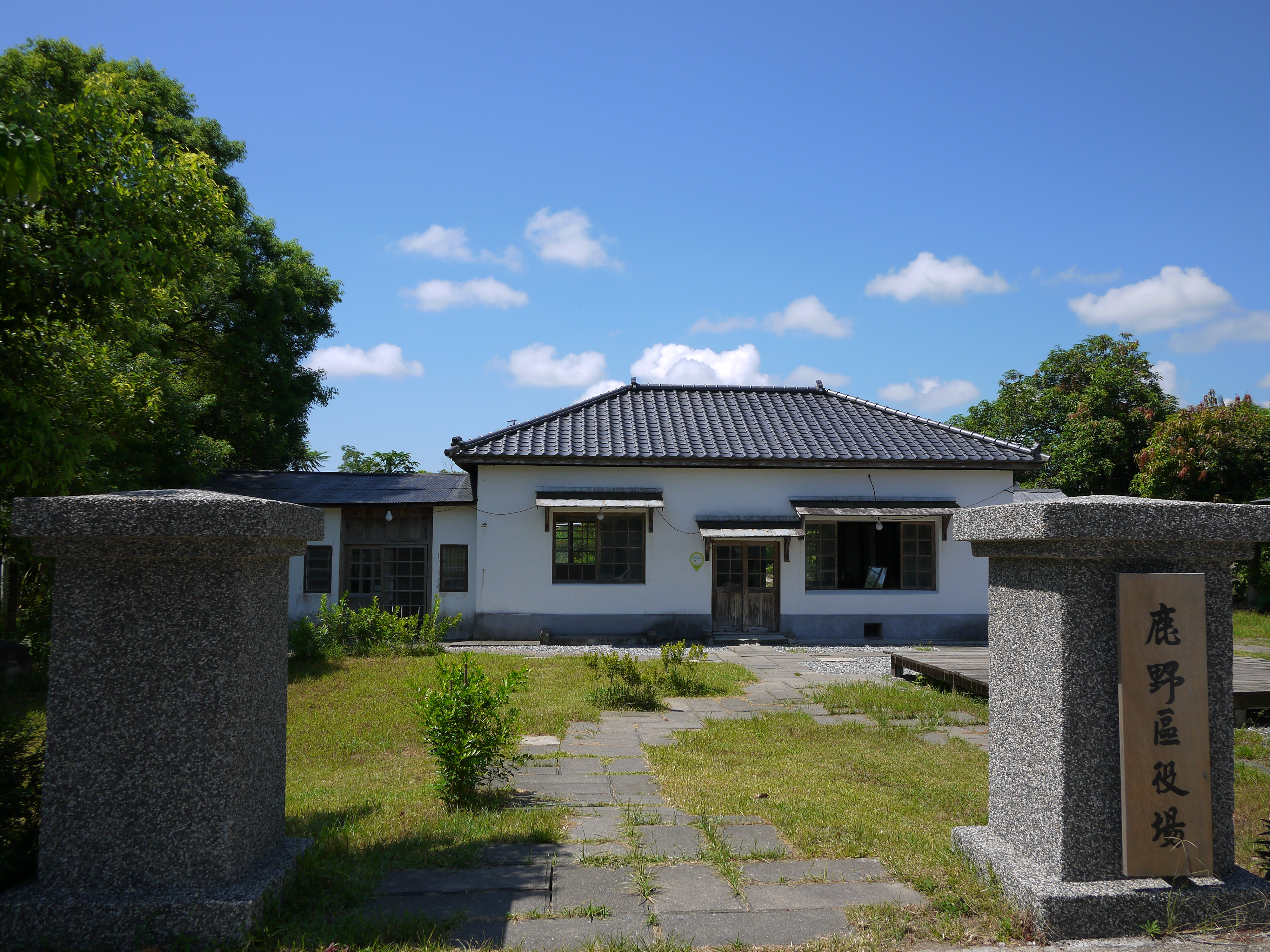
原鹿野區役場

- 鹿野尋常高等小學校→鹿野國民學校（戰後停辦，原址為今龍田國小）
- 鹿野公學校→鹿野東國民學校（戰後為鹿野國民學校，並遷到原小學校的位置，今龍田國小）
- 大原公學校→大原國民學校（今瑞豐國小）